# Agunchos (Cerva)
Agunchos é uma aldeia da União das Freguesias de Cerva e Limões, concelho de Ribeira de Pena.